# Güggisgrat
Güggisgrat är en bergstopp i Schweiz.   Den ligger i distriktet Interlaken-Oberhasli och kantonen Bern, i den centrala delen av landet, 40 km sydost om huvudstaden Bern. Toppen på Güggisgrat är 2 050 meter över havet, eller 56 meter över den omgivande terrängen. Bredden vid basen är 0,16 km.
Terrängen runt Güggisgrat är kuperad åt nordost, men åt sydväst är den bergig. Runt Güggisgrat är det ganska tätbefolkat, med 111 invånare per kvadratkilometer.. Närmaste större samhälle är Thun, 13,7 km väster om Güggisgrat. 
I omgivningarna runt Güggisgrat växer i huvudsak blandskog.